# Яловены
Ялове́ны (также Яловень; рум. Ialoveni) — город в Молдавии на реке Ишновец, центр Яловенского района.
Праздник города — 27 октября (День Святой Парасковии).

## География
Площадь города составляет 3165 га, из них 1678 га — сельскохозяйственные угодия. Яловены находятся в 35 км от Днестра и в 12 км от Кишинёва.
Климат умеренно континентальный, лето теплое и длинное, средняя температура зимой — 5,5 °C.
Рельеф, состоящий из степей, холмов и долин, создавался впоследствии отступления Сарматского моря около 5 млн лет назад. Самая большая низина находится в пройме реки Ишновец. Самое высокое место — 190 м выше уровня Чёрного моря.

## История
Археологические раскопки показали, что на месте Яловен с III—IV вв. н. э. находилось поселение, позже покинутое.
Впервые Яловены были упомянуты в грамоте господаря Стефана Великого от 11 марта 1502 года, в которой он даровал своему слуге Дума Хурдеску земли для основания села. Первоначально село называлось Ключи Ишновец по названию реки, которая и сейчас протекает через город.
Название Яловены появилось позднее и было зафиксировано в документе от 16 апреля 1639 года. Перепись населения 1774 года показывает, что Яловены входит в состав губернии Оргеев-Лапушна. В 1812—1918 годах Яловены были частью Кишинёвского уезда. С 27 марта 1918 года по 26 июня 1940 года, а также с июля 1941 по август 1944 года Яловены входили в губернию Лапушна.
В годы советской власти населённому пункту часто меняли административное подчинение:
- 1944—1956 — в Кишинёвском уезде
- 1956—1962 — в Котовском районе
- 1963—1964 — в Новоаненском районе
- 1964—1977 — в Страшенском районе

25 марта 1977 года посёлок был переименован в Кутузов. 31 марта 1989 года ему было возвращено прежнее название. С 2003 года Яловены являются центром Яловенского района.
25 марта 2011 года, в Яловенах был снесён памятник воинам, освобождавшим Молдавию от немецко-фашистской оккупации. На месте памятника был оставлен памятный камень с надписью «Памяти жертв репрессий коммунистического режима».
В 2020-х гг. город Яловены стал застраиваться высотными домами. Близость Яловен к Кишинёву, а также более низкие цены на недвижимость по сравнению со столицей, привлекают в Яловены инвесторов и новых жителей.

## Экономика

### Производство
С 1960-х годов в Яловенах действует единственная в Молдавии фабрика по производству хересных вин (SherVin). Развито производство продуктов питания, таких как завод по производству мороженого «Sandriliona», вин, швейных изделий, строительных материалов. В городе расположено предприятие по производству металлочерепицы «Ecoprofil».

### Жилищно-коммунальное хозяйство
В Яловенах находится филиал Кишинёвского предприятия «Apă-Canal Chișinău». Предприятие обеспечивает жителей Яловен питьевой водой, а также осуществляет водоотведение сточных вод. Газоснабжением занимается компания «Яловены Газ».

### Транспорт
С Кишинёвом город Яловены связан троллейбусным маршрутом № 36 «Кишинёв (ул. Измаильская) — Яловены».

### Сфера услуг
В городе действуют около 1300 экономических агентов, большинство из них с правом юридического лица, 860 из них — крестьянские хозяйства. Работают более 50 частных магазинов и баров. Открыты филиалы 3 банков и 2 страховые компании.

## Образование
В Яловенах имеются образовательные учреждения основного и дополниьтельного образования: гимназия им. Григория Виеру, гуманитарный лицей им. Петру Штефанукэ, школа искусств, Яловенская детская и юношеская спортивная школа (ДЮСШ).

## Культура и спорт
В городе есть публичная библиотека и 2 музея — этнографический музей села Зымбрень и галерея Петра Костина. Для удобства жителей города Яловены есть городской парк и городской стадион.

## Достопримечательности
- Церковь Святой Параскевы
- Церковь «Покров Божьей Матери»
- Вертолёт-памятник Ми-2 (на территории музея).

## Известные яловенцы
- Петру Штефэнукэ — учёный, писатель, собиратель фольклора
- Николай Бивол — депутат Сфатул Цэрий от Бессарабии, дважды мэр Кишинёва
- Михаил Попа — префект Кишинёвского уезда
- Лени, Иван Афанасьевич (13 октября 1922 года — ????) — звеньевой колхоза имени Ворошилова Прокопьевского района Кемеровской области. Герой Социалистического Труда (25.02.1949)[4].

## Города-побратимы
- Топрайсар, жудец Констанца, Румыния
- Форче и Монтефортино, Италия
- Лешзновола, Польша
- Столин, Беларусь